# Неофринихты
Неофринихты (лат. Neophrynichthys) — род морских рыб семейства психролютовые. Встречаются в водах Тихого океана у побережья Новой Зеландии. Донные рыбы. Обитают на глубине от 16 до 290 м. Максимальная длина тела 21,5 см (Neophrynichthys latus). Эти рыбы безвредны для человека, не имеют хозяйственного значения, их охранный статус не определён.

## Классификация
На июнь 2021 года в род включают 2 вида:
- Neophrynichthys heterospilos K. L. Jackson & J. S. Nelson, 2000
- Neophrynichthys latus (F. W. Hutton, 1875)